# Mouvement social pour le renouveau
Le Mouvement social pour le renouveau (MSR) est un parti politique de la République démocratique du Congo.
Le parti est créé peu avant les élections législatives et présidentielle de 2006. Il est dirigé par Pierre Lumbi, ancien de la société civile devenu le bras droit de Samba Kaputo, principal conseiller du président Joseph Kabila.
Membre de la majorité présidentielle depuis 2006, le parti participe en 2015 à la formation du G7 - regroupement de sept partis politiques frondeurs au sein de la majorité - rejoignant ainsi l'opposition.